# Barrage de Kesikköprü

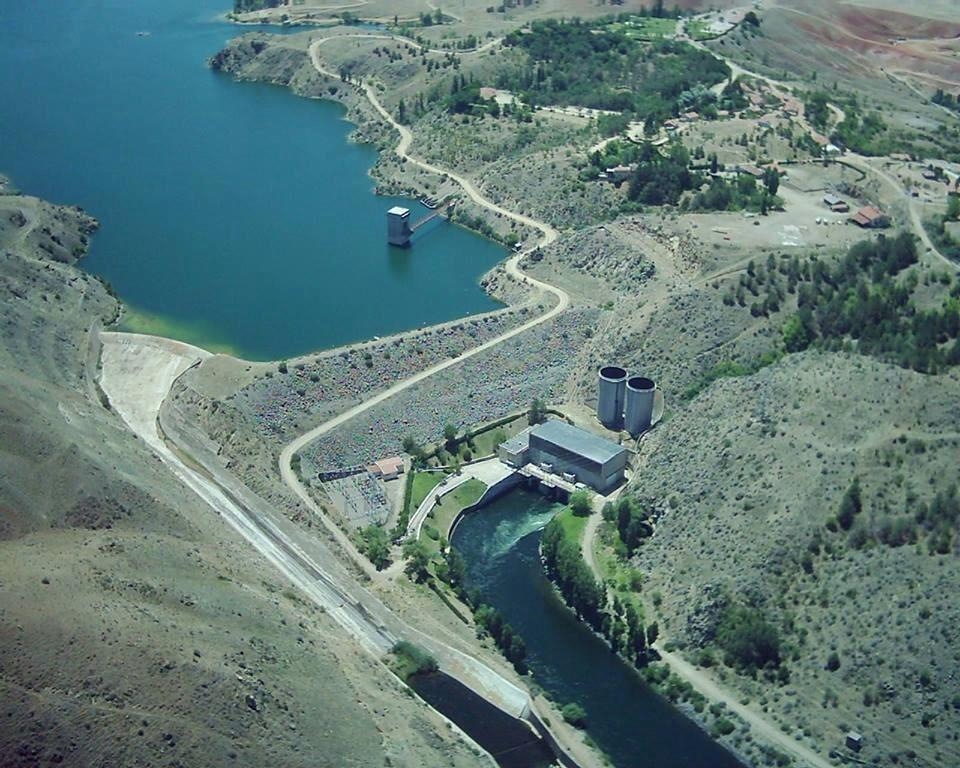
Barrage de Kesikköprü

Le barrage de Kesikköprü est un barrage en Turquie.

## Sources
- (en) www.dsi.gov.tr/tricold/kesikkop.htm Site de l'agence gouvernementale turque des travaux hydrauliques